# Мемкойн
Мемкойн (англ. meme coin или memecoin) — криптовалюта, основанная на интернет-меме или иным образом созданная ради шутки. Иногда её называют shitcoin, что относится к криптовалютам с малой или нулевой ценностью. Это может быть критикой крипторынка, особенно таких монет, как Dogecoin или схем наподобие BitConnect. Мем-монеты часто рассматриваются как менее ценные, но некоторые приобретают социальное признание и высокую рыночную капитализацию. Большинство мемкойнов функционируют на популярных блокчейнах, таких как Ethereum и Binance Smart Chain, используя стандарты токенов ERC-20 и BEP-201. Dogecoin является исключением, так как у него есть собственный блокчейн.

## История
Мемкойны появились в начале 2010-х годов, когда интернет-мемы стали значимой частью цифровой культуры. Первым значимым мемкойном стал Dogecoin, созданный в декабре 2013 года программистами Билли Маркусом и Джексоном Палмером. Dogecoin был задуман как шутка, пародирующая серьёзность и популярность Bitcoin, и основан на изображении собаки породы сиба-ину из популярного мема «Doge» Несмотря на юмористический замысел, Dogecoin быстро набрал популярность благодаря своей доступности и поддержке со стороны известных личностей, таких как Илон Маск.
В 2021 и 2022 годах популярность мемкойнов значительно возросла, когда Илон Маск публично поддержал Dogecoin, что привело к росту его рыночной капитализации до $62 миллиардов. Этот период также ознаменовался появлением других мемкойнов, таких как Shiba Inu (SHIB), который был запущен в августе 2020 года анонимной группой под псевдонимом Ryoshi. SHIB был позиционирован как «убийца Dogecoin» и также быстро набрал популярность.
В начале 2021 года Комиссия по ценным бумагам Таиланда запретила мем-монеты из-за отсутствия чёткой цели или ценности.
В начале 2025 года президент США Дональд Трамп создал свой мемкойн $TRUMP.
9 февраля 2025 года президент Центральноафриканской Республики Фостен-Арханж Туадера объявил о создании национального мемкойна $CAR (Central African Republic Meme) на блокчейне Solana в своём официальном аккаунте X. Вскоре после запуска проекта, аккаунт был временно заблокирован из-за сомнений в его правдивости и потому, что видео объявления ранее было помечено как DeepFake. Несмотря на постоянное продвижение со стороны Туадеры через его верифицированный аккаунт X, стоимость $CAR упала на 95 % 11 февраля, всего через день после начала торгов.

## Популярные мемкойны
- Dogecoin (DOGE): Самый известный мемкойн, созданный в 2013 году, давно ставший полноценной криптовалютой. Его рыночная капитализация в 2024 году составила более $14.42 миллиарда.
- Shiba Inu (SHIB): Запущенный в 2020 году, SHIB является одним из крупнейших мемкойнов с рыночной капитализацией около $7.97 миллиарда в 2024 году.
- Pepe (PEPE): Основанный на популярном интернет-меме Лягушонок Пепе.
- Bonk (BONK): Первый мемкойн на блокчейне Solana, запущенный в декабре 2022 года, с рыночной капитализацией около $1.19 миллиарда в 2024 году.
- Dogwifhat (WIF): Мемкойн, созданный на блокчейне Solana, с рыночной капитализацией в $1.48 миллиарда в 2024 году.
- $TRUMP — мемкойн президента США Дональда Трампа, рыночная капитализация на пике цены достигла $27 млрд. В то время как некоторые трейдеры рано утром получили большую прибыль, другие инвесторы в совокупности потеряли $2 млрд после того, как цена упал[8].
- $LIBRA[англ.] — мемкойн, созданный на блокчейне Solana. На момент своего появления проект позиционировался как инструмент для поддержки малого бизнеса и стимулирования экономического роста. После твита президента Аргентины Хавьера Милея с размещением контрактного адреса токена, стоимость токена резко выросла с $0.000001 до $5.20, но спустя несколько часов обвалилась до $0.99 из-за заявления, что он не связан с проектом и недостаточно изучил его перед публикацией, что вызвало потерю около 96 % рыночной капитализации, которая первоначально достигала $4,5 миллиарда. Однако его происхождение, команда разработчиков и реальная цель оставались неясными.